# Ruzi Ying
Ruzi Ying ou Liu Ying (7 - 9) foi o último imperador chinês da dinastia Han Ocidental.